# ピーテル・コルネリスゾーン・ファン・レイク
ピーテル・コルネリスゾーン・ファン・レイク（Pieter Cornelisz. van Rijck、1567年ころ - 1637年ころ）は、オランダ黄金時代の画家の一人である。ハールレムやイタリアで活動し、市場や厨房で働く人などを描いた。

## 略歴
生年は、はっきりしないがデルフトで生まれたとされる。父親はハールレムの醸造業者コルネリス・ファン・レイクで、兄はデルフトの醸造業者であった。いとこにハールレムで働き、豪華な食事を並べた食卓を描く静物画「banketje」を得意とした画家のフロリス・ファン・ダイク(c.1575-before1651)がいる。
ネーデルランドの画家の伝記を出版したカレル・ファン・マンデル(1548-1606)によれば、ファン・レイクは絵をデルフトの画家、ヤコブ・ウィレムスゾーン・デルフ(Jacob Willemsz. Delff (I): c.1550-1601)に学んだ。しばらく別の仕事をした後、画家の仕事に戻り、ヴェネツィアのドージェ（元首）、マリーノ・グリマーニ(Marino Grimani)のために働いたことから、ハイブレヒト・ヤコブスゾーン・グリマーニ(Huybrecht Jacobsz. Grimani: 1562-1651)として知られることになる画家の弟子になった。6ヶ月間グリマーニに学んだ後、グリマーニとイタリアに移り、イタリア各地を旅し、イタリアの貴族から注文を受けて働いた。
オランダ美術史研究所の研究では、ファン・レイクは1588年から1602年までヴェネツィア、1602年から1604年までハールレムに滞在し、1605年に再びイタリアに移ったとしている。
カレル・ファン・マンデルが『画家列伝（画家の書）』を執筆していた時期にハールレムにいて、マンデルとイタリアの画家について議論し、マンデルはファン・レイクの作品に言及し、ヴェネツィアの風俗画家、ヤコポ・バッサーノ(c.1510-1592)の信奉者であると言及した。

## 作品

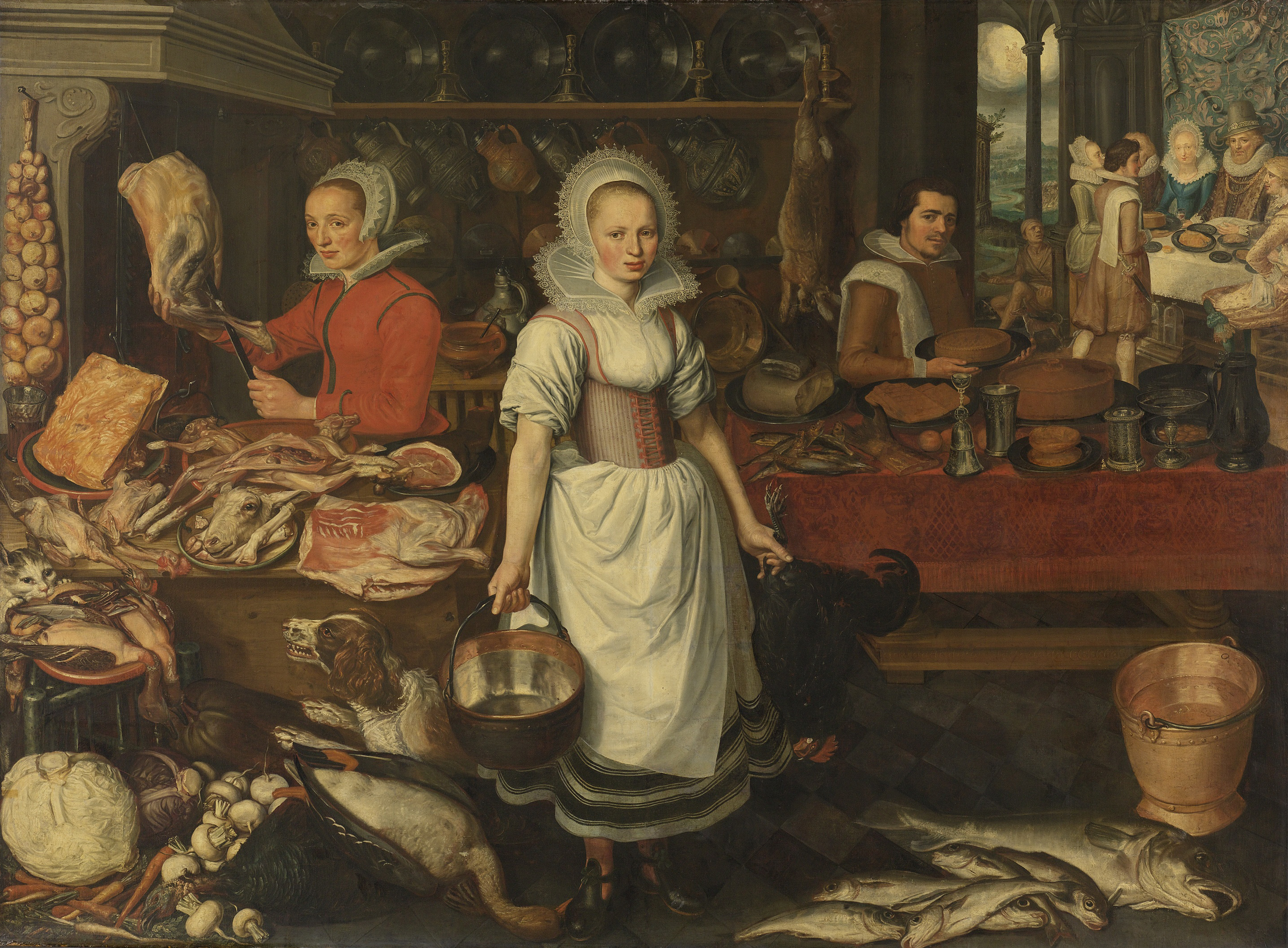
金持ちと貧乏人の寓意の厨房の情景 (1610/1620) アムステルダム国立美術館 蔵
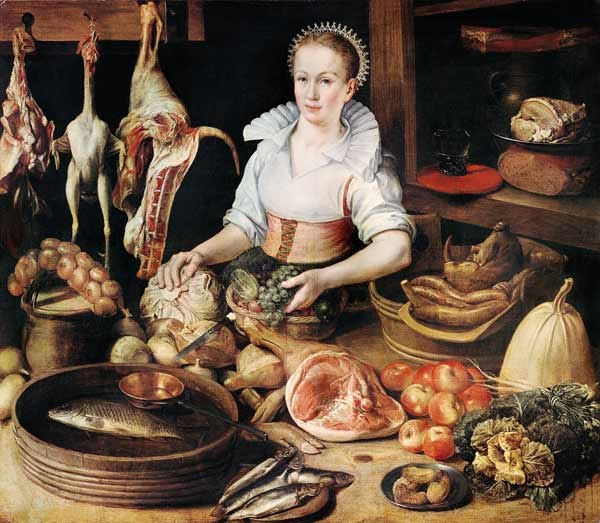
厨房の女中 (1628) ヘント美術館 蔵
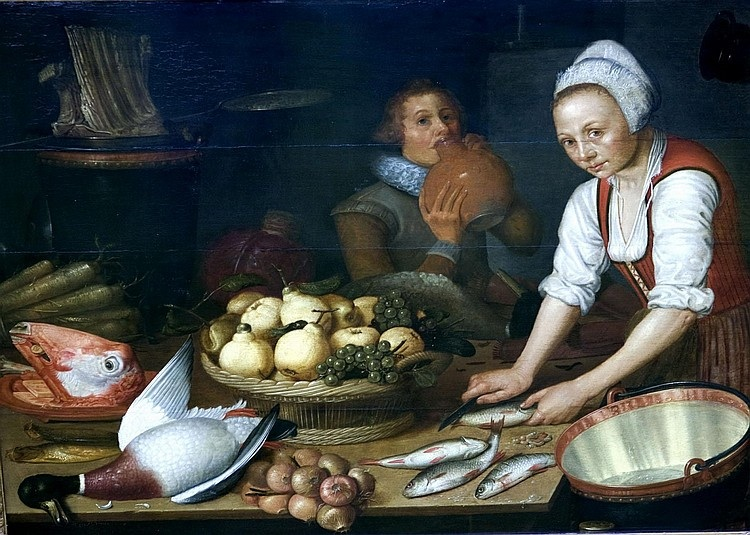
コック(c.1650)